# Clostridioides difficile
Espèce
Clostridioides difficile, anciennement Clostridium difficile, est une espèce de bactéries du genre Clostridioides. Il s’agit de bacilles gram positifs, anaérobies stricts, flagellée et sporulante. Cette espèce a été initialement appelée Clostridium difficile car associée au genre Clostridium mais l'analyse de son ARN ribosomique 16S en 2016 a conduit à l'en distinguer.
Clostridioides difficile est le principal agent étiologique de la diarrhée nosocomiale chez les patients sous antibiothérapie, dont les formes les plus graves, la colite pseudomembraneuse et le mégacôlon toxique, peuvent s'avérer mortelles.
La diffusion dans le monde depuis 2001 de souches émergentes plus pathogènes et antibiorésistantes pourrait être liée à l'utilisation accrue d'un additif alimentaire (sucre : tréhalose dont la bactérie peut faire son unique source de carbone), ainsi qu'au développement des antibiothérapies à base de quinolones et de céphalosporines de troisième génération.

## Historique
Clostridium difficile fut décrit en 1935 par Hall et O’Toole, qui lui attribuèrent l'épithète spécifique difficile en raison des grandes difficultés qu’ils éprouvèrent à l’isoler et de sa croissance très lente en milieu de culture.
La pseudo-colite ulcéromembraneuse a été décrite vers 1974 pour la première fois. D’abord attribuée aux staphylocoques, la responsabilité du Clostridium est établie à partir de 1978,.
Un article paru début 2018 dans la revue Nature montre comment l'ajout apparemment anodin de tréhalose comme additif alimentaire à divers aliments a favorisé la virulence épidémique de Clostridium difficile. Ces bactéries sont capables d'utiliser de faibles doses de tréhalose comme source unique de carbone pour leur métabolisme.

## Épidémiologie
Cette épidémie est des plus sévères du début du xxie siècle, tuant entre 60 000 et 100 000 personnes par an dans le monde. Son incidence a pratiquement triplé aux États-Unis en une décennie. Elle est estimée à 84 pour 100 000. Sa sévérité tend également à s’accroître avec une mortalité qui augmente. Il serait, en particulier, responsable de près de 30 000 décès en 2011 dans ce pays et le coût annuel de sa prise en charge dépasserait cinq milliards de dollars.
L’endémie évolue parfois en poussées épidémiques, l’une des plus notables étant celle de 2003 au Canada avec un quadruplement des cas. Elle s'est étendue en quelques années à l'Europe et à une grande partie du monde où presque toutes ces souches hautement pathogènes (RT027 et RT078 notamment) viennent d'une même lignée de C. difficile [ribotype 027 (RT0272)],.

## Bactériologie
Le spore est la forme de C. difficile permettant la survie dans un milieux contenant de l'oxygène. On retrouve des spores du Clostridioides difficile dans le sol, dans les hôpitaux et dans les foyers pour personnes âgées. Une fois en milieux anaérobie, la bactérie peut germiner pour reprendre sa forme active dite « végétative ». La forme végétative de la bactérie ne se retrouve qu’au niveau du tractus digestif.
Au microscope, après coloration de Gram, ce sont des bacilles allongés avec une extrémité légèrement renflée. Le germe lui-même est gram positif. Sa culture est optimale dans un milieu à base d’agar-agar à 37 °C. Lorsque les conditions deviennent difficiles, la bactérie produit alors des spores pouvant survivre dans ces cas.
Clostridioides difficile est un germe de la flore commensale digestive (c’est-à-dire, qu’il y est retrouvé de manière courante, sans que cela soit anormal). Ses formes émergentes sont multi-résistantes (se sont adaptées à la plupart des antibiotiques) et en cas de perturbation de la flore digestive par l’administration de ces derniers, il peut alors se développer de façon importante.
Une nouvelle souche, appelée « BI », « NAP1 », ou « ribotype 027 », est apparue depuis 2003, causant des infections plus sévères (probablement en raison d’une production plus importante de toxines) et plus récidivantes,.

## Physiopathologie
C. difficile s'introduit dans le tube digestif sous forme de spore. Une fois dans l'intestin, les acides biliaires jouent un rôle dans sa germination. En effet, les acides biliaires sont produits par le foie puis délivrés dans le tube digestif. À ce stade, ils sont dits « primaires ». Une fois dans le tube digestif, ils sont modifiés par les bactéries du microbiote et sont alors dits « secondaires ». Les acides biliaires primaires stimulent la germination, alors que les acides biliaires secondaires l'inhibent. La perte d'une grande partie des bactéries digestive, typiquement lors d'une antibiothérapie, peut alors augmenter la proportion d'acides biliaires primaires et donc la germination de C. difficile.
Clostridioides difficile se développe dans une flore intestinale affaiblie par l’antibiothérapie et secrète deux toxines, A et B. La première, une entérotoxine, provoque l’altération de la perméabilité de l’épithélium intestinal ; la seconde, une cytotoxine, s’attaque directement aux cellules de l’épithélium. L’effet combiné des deux toxines est la diminution du temps de transit intestinal et de l’absorption intestinale, ce qui provoque une diarrhée. Certaines souches produisent une troisième toxine, la toxine binaire ou C. difficile transferase (CDT). Ces dernières années, une attention a été portée au rôle des toxines de C. difficile infligeant des dommages également au niveau extraintestinal.

## Mécanismes de transmission
La transmission se fait de manière féco-orale. L’antibiothérapie, l’âge avancé du patient, l’immunodépression sont tous des facteurs précipitants de l’infection. La forme sporulée permet au germe de persister longtemps dans le milieu extérieur sur à peu près n’importe quelle surface. Une fois la spore ingérée, elle passe sans encombre l’estomac, résistant à l’acidité locale, et se transforme en bactérie active, se multipliant dans le côlon.

## Importance en pathologie humaine
Il est le principal agent responsable de la diarrhée secondaire à l’administration d’antibiotiques (clindamycine et ampicillines dans les années 1970, essentiellement céphalosporines depuis), redoutable en raison de son potentiel de contagion très élevé. Bien qu’environ 5 % de la population soient porteurs asymptomatiques (c’est-à-dire sans symptôme apparent) de la bactérie, ses manifestations sont étroitement reliées à un séjour à l’hôpital. L’usage judicieux d’antibiotiques et le respect strict des mesures de prévention et d’hygiène (dont principalement l’hygiène des mains) demeurent les principaux moyens de lutte contre le germe.

## Manifestations cliniques
La diarrhée (définie généralement comme l’excrétion d’au moins trois selles liquides en 24 heures) est la manifestation la plus commune de l’infection. Les selles sont habituellement très abondantes et présentent une odeur caractéristique. L’infection à Clostridioides doit être d’autant plus suspectée si le patient a reçu une antibiothérapie à spectre large (quinolone, céphalosporines ou clindamycine en particulier). La colite pseudo-membraneuse est la forme la plus sévère de la maladie qui est accompagnée d’une diarrhée très importante, de crampes abdominales, de fièvre et d’hyperleucocytose. Cette forme de la maladie peut évoluer vers un mégacôlon toxique, une urgence chirurgicale pouvant devenir fatale. En effet, en cas de perforation du côlon, une péritonite s’installe et nécessite une intervention chirurgicale urgente par laparotomie.

## Méthodes diagnostiques
Le diagnostic repose sur l’impression clinique et la détection, par diverses méthodes, de toxines dans les selles du patient. De façon tout à fait exceptionnelle, on effectuera une coloscopie. Le scanner abdominal peut montrer un épaississement du côlon, avec parfois des nodules, une ascite.
La recherche du Clostridioides dans les selles est faite, les résultats sont donnés en moins de 24 heures, solution moins douloureuse que la coloscopie.
De plus, le patient peut être un porteur sain du germe (ne présentant pas de signe de la maladie) dans près de 10 à 30 % des cas hospitaliers.

## Moyens de lutte
La prise en charge de cette infection a fait l'objet de la publication de recommandations. Celles de l'« American College of Gastroenterology » datent de 2021.

### Prévention
Les spores sont résistantes à la majeure partie des désinfectants utilisés et survivent des mois sur les surfaces.
La lutte contre la diffusion de Clostridioides difficile prévoit différentes mesures préventives dont une hygiène des mains renforcée, un entretien des locaux scrupuleux ainsi qu’isolement septique des patients infectés. Afin de prévenir la transmission nosocomiale manuportée de Clostridioides difficile, différentes conférences de consensus recommandent le lavage des mains à l’aide d’un savon doux puis l’utilisation de la solution hydroalcoolique en friction après contact avec le patient. L’eau de Javel diluée au 1⁄5e (0,5 % de chlore actif) est recommandée pour l’entretien des locaux et de l’environnement du patient.
Des vaccins sont en phase d'essais précliniques notamment un vaccin à ARNm délivré par nanoparticules lipidiques (NPL). Ce vaccin multivalent cible les antigènes CROP (oligopeptides répétitifs combinés) et RBD (domaine de liaison au récepteur) des deux toxines TcdA et TcdB, un facteur de virulence (la métalloprotéase PPEP-1) et un immunogène des spores de la bactérie afin de prévenir la transmission de l’infection. L'approche thérapeutique est prometteuse sur modèle animal,.

### Facteurs de risque
La prolifération de la bactérie est favorisée par un déséquilibre du microbiome intestinal.
Une étude montre un corrélation entre infection à C. difficile et prise d’antidépresseurs, en particulier chez les patients âgés hospitalisés présentant des comorbidités.
Parmi les autres facteurs de risque, on trouve la dépression, la démence, les hospitalisations longues et la prise d'antibiotiques.
L'arrêt du traitement par inhibiteurs de la pompe a protons (IPP), peut limiter les récidives. Les IPP apparaissent comme un facteur de risque dans la primo-infection et dans ses récidives.[réf. souhaitée]

### Traitement
Le traitement s’articule autour de trois axes principaux :
1. si possible, arrêt de l’antibiothérapie ;
2. administration orale de métronidazole (ou, dans certains cas, de vancomycine, de fidaxomicine[29]) ;
3. interdiction d’antipéristaltiques antidiarrhéiques tels le lopéramide, pouvant aggraver paradoxalement l’infection.

Le taux de souches résistantes au métronidazole augmente et peut atteindre près de 25 % des cas.
Une réhydratation doit être faite, normalement avec un soluté de réhydratation orale, et si besoin par voie intraveineuse. La cholestyramine a été proposée, afin de fixer les toxines.
Dans les cas graves, une colectomie (intervention chirurgicale permettant l’ablation du gros intestin) peut s’avérer nécessaire, afin d’éviter une perforation du côlon qui peut être fatale.
La résistance du Clostridioides au métronidazole ou à la vancomycine reste pour l’instant rare.
L’évolution habituelle se fait vers la guérison en quelques jours mais des rechutes sont possibles, concernant un cinquième des cas, parfois de manière tardive. Ces rechutes sont d’autant plus fréquentes si l’infection concerne la souche B1 identifiée en 2003.
La bactériothérapie fécale consiste en l'infusion de selles normales (issues d'un patient sain) dans le côlon d'un patient porteur d'une infection à Clostridioides difficile. Elle est testée avec succès depuis quelques années,. Elle peut se faire par fibroscopie duodénale, ou plus simplement, par lavement. Elle peut être faite par selles fraîches ou conservées congelées. En 2013, au Canada, des chercheurs de l'université de Calgary œuvrant sous la conduite de Thomas Louie, spécialiste des maladies infectieuses, ont réussi, à titre expérimental, à guérir complètement 27 patients par ingestions simplifiées per os préalablement encapsulées sous forme de pilules alors que les antibiotiques courants s'étaient préalablement révélés impuissants à soulager les pathologies incriminées.
Plusieurs anticorps monoclonaux ciblant les toxines du Clostridioides sont en cours de développement (dont le bezlotoxumab) avec des résultats prometteurs.

### Traitement des porteurs sains
L’attitude vis-à-vis d’un porteur sain de Clostridioides reste controversée. On sait qu’environ 4 % de la population humaine porte le Clostridioides difficile parmi sa flore intestinale (et près de cinq fois plus chez le patient hospitalisé) ; il est donc difficile de savoir si un individu chez qui on détecte la bactérie a été contaminé à l’hôpital ou non. Le phénomène des porteurs sains fait également en sorte qu’il est possible pour certaines personnes de développer une colite à Clostridioides difficile (lors d’une antibiothérapie) simplement à partir de leur flore intestinale, et donc malgré les meilleures mesures d’hygiène possibles.

### Principales épidémies
- 4 juin 2003, deux épidémies d’une souche très virulente de cette bactérie ont été signalées à Montréal (Québec) et à Calgary (Alberta). Des sources ont établi le nombre de décès entre 36 et 89, soit environ 1 400 cas en 2003 et au cours des premiers mois de 2004.
- Une épidémie similaire a eu lieu à l'Hôpital de Stoke Mandeville en Angleterre entre 2003 et 2005.
- 1er octobre 2006, Clostridium difficile est responsable d'au moins 49 morts à l' hôpital de Leicester[37].
- 27 octobre 2006, neuf morts attribués à cette bactérie au Québec[38].
- 18 novembre 2006, douze morts au Québec[39].
- Clostridium difficile est mentionnée sur 6 480 certificats de décès en 2006 au Royaume-Uni[40].
- 27 février 2007, une nouvelle épidémie a lieu au Trillium Health Centre (en) à Mississauga en Ontario[41].
- Entre février et juin 2007, trois patients sont décédés au Loughlinstown Hospital à Dublin en Irlande[42].
- Entre juin 2007 et août 2008, Clostridium difficile est impliquée dans 31 décès[43].
- En novembre 2007, dans le sud de la Finlande, 10 décès sur 115 patients infectés[44].
- En novembre 2009, quatre décès au "Our Lady of Lourdes Hôpital" en Irlande[45].
- Entre février 2009 et février 2010, 29 décès à l'hôpital de Copenhague[46].
- En 2012/2013, dans un hôpital du sud de la Suède (Ystad), dix décès[47].